# Cryphia dispar
Cryphia dispar är en fjärilsart som beskrevs av Ruggero Verity. Cryphia dispar ingår i släktet Cryphia och familjen nattflyn. Inga underarter finns listade i Catalogue of Life.